# 帕氏似鯨口魚
帕氏似鯨口魚為輻鰭魚綱鯨頭魚目巨鼻魚科似鯨口魚屬的其中一種，該物種分布於中西太平洋的菲律賓海域，屬深海魚類，體長可達3.7公分。